# Грузское (Гайсинский район)
Грузско́е (укр. Грузьке́) — село на Украине, находится в Гайсинском районе Винницкой области.
Код КОАТУУ — 0520881003. Население по переписи 2001 года составляет 749 человек. Почтовый индекс — 23756. Телефонный код — 4334. Занимает площадь 2,926 км².

## Адрес местного совета
23756, Винницкая область, Гайсинский р-н, с.Грузское, ул.Ленина, 13